# Castelo Furlani

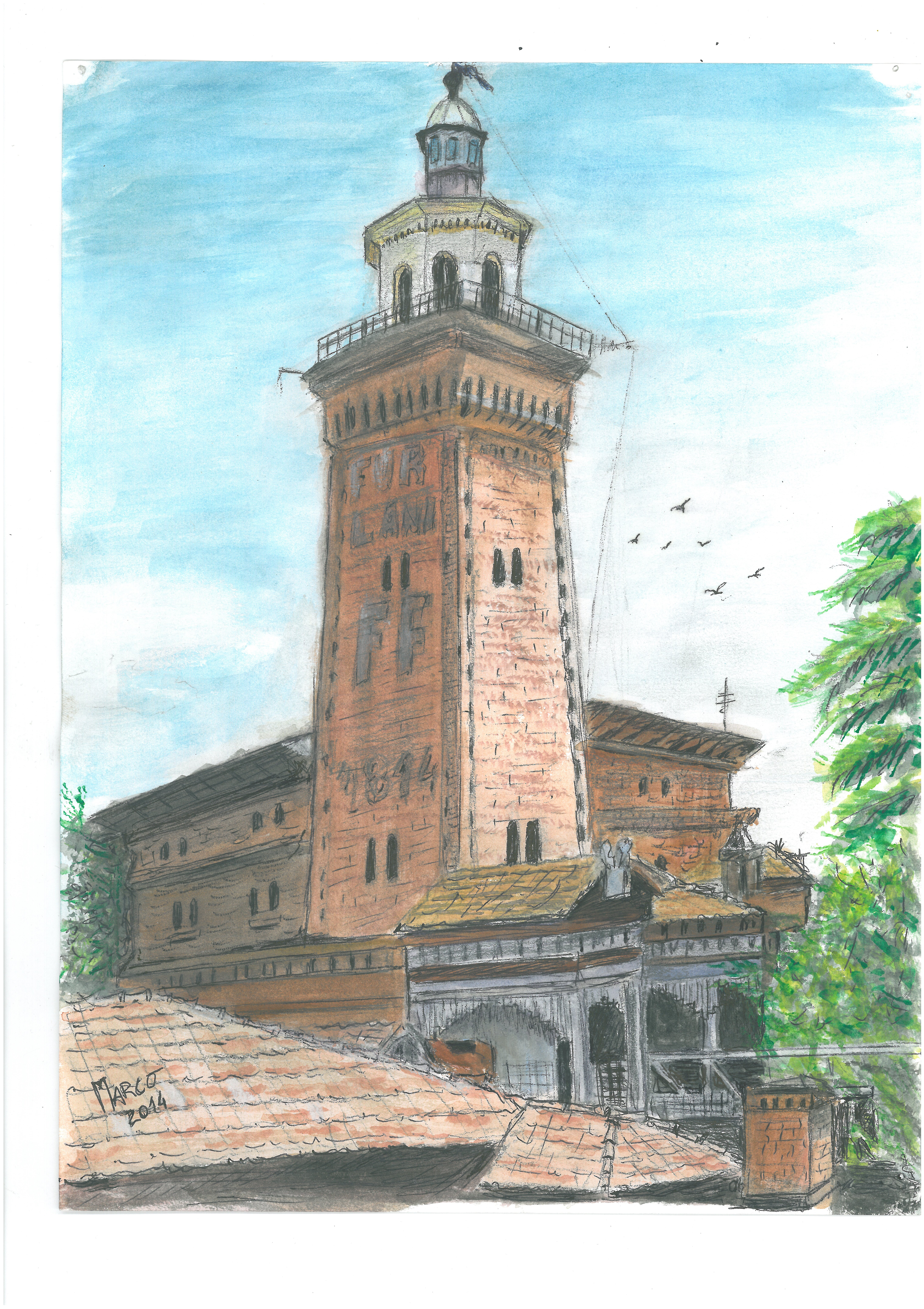
O castelo Furlani, em aquarela de Marco Isenta.

O Castelo Furlani é um castelo localizado na cidade de Pederneiras, interior do estado de São Paulo, Brasil.
A obra foi projetada por Fausto Furlani, engenheiro que nasceu em Trento, Áustria (hoje Itália), em 1876. A construção teve início em 1911, com cimento importado da Alemanha e telhas de Marselha, França, e durou três anos.
Em volta do castelo, existem um córrego e várias árvores,  como plátanos e araucárias, e há também várias estátuas de animais e pessoas.